# Schloss Freudenstein (Südtirol)
Schloss Freudenstein liegt nordwestlich auf einem flachen Hügel oberhalb der Ortschaft St. Michael im Überetsch in Südtirol. Das Bauwerk gehört heute zum Gebiet der Fraktion Berg der Gemeinde Eppan.

## Geschichte
Die Burg wurde vermutlich bereits im 12. Jahrhundert von den Grafen von Eppan errichtet, wie die sich an hochadelige Traditionen anlehnende Bautypologie mit polygonalem Bering und ehemaliger romanischer Burgkapelle St. Katharina verdeutlicht. Spätestens ab dem 15. Jahrhundert war die Anlage im Besitz der adeligen Familie Fuchs von Fuchsberg. Sie erweiterten die ursprünglich aus zwei kleinen Burgen bestehende Anlage Ende des 16. Jahrhunderts zu einem umfangreichen Schloss. Über dem Eingang befindet sich die Jahreszahl 1519. Die St.-Andreas-Kapelle wurde ebenfalls 1519 errichtet und 1532 geweiht. Die Freudensteiner Linie der Fuchs von Fuchsberg bestand bis 1550. Das Geschlecht wurde später zu „Freiherren von Freudenstein“ erhoben und gehörte seit 1634 dem Grafenstand an. Die Familie Fuchs von Fuchsberg erlosch 1828. Der ungebräuchliche italienische Name Castel Lodrone wurde von Ettore Tolomei kreiert und leitet sich von dem Trentiner Adelsgeschlecht der Lodron ab, die das Anwesen ab 1716 kurzzeitig besaßen. 
Die Schriftstellerin Henriette Schrott-Pelzel wuchs hier im späten 19. Jahrhundert auf. Gegen Ende des 19. Jahrhunderts ließ Heinrich von Siebold das Anwesen durch Ferdinand Mungenast renovieren, umbauen, erweitern und zu dem Anwesen in seinem heutigen Erscheinungsbild umgestalten. So wurden der Osttrakt erhöht und die Innenausstattung erweitert. 1918 wurde das Schloss von dem ungarischen Offizier Mikuleczky gekauft. In den 1960er Jahren wurde es erneut renoviert und in ein Kongress- und Erholungszentrum umgestaltet.

## Beschreibung
Das Schloss wird von einer polygonalen Ringmauer umgeben und enthält zahlreiche gotische Elemente. Darunter fallen z. B. die Flachschnitzereien aus der Zeit der Spätgotik im Kapellenzimmer. Des Weiteren finden sich im Wohntrakt Wandmalereien und der große Saal ist mit Rötel- und Kohleinschriften verziert.

## Heutige Nutzung
Weiters befindet sich seit 2008 auf dem umliegenden Gelände der Golf Club Schloss Freudenstein.